# Saint-Martin-Sainte-Catherine
 Saint-Martin-Sainte-Catherine  es una localidad y comuna de Francia, en la región de Lemosín, departamento de Creuse, en el distrito de Guéret y cantón de Bourganeuf.
Su población en el censo de 1999 era de 370 habitantes.
Está integrada en la Communauté communes de Bourganeuf-Royère-de-Vassivière.

## Demografía
| 468 | 627 | 524 | 483 | 425 | 370 |
| Para los censos de 1962 a 1999 la población legal corresponde a la población sin duplicidades (Fuente: INSEE [Consultar]) |     |     |     |     |     |